# Гордеев, Дмитрий Иванович
Дмитрий Иванович Гордеев (23 мая 1940, Москва — 19 января 2011, там же) — художник.

## Биография
Дмитрий Иванович Гордеев родился 23 мая 1940 года в семье московских интеллигентов (мать — химик, отец — инженер-металлург).
Детство прошло в коммунальных квартирах. Будущий художник был предоставлен сам себе, сам придумывал себе занятия и развлечения. Жизнь заставила и научила его самостоятельно мыслить и принимать решения. "Говоря словами Высоцкого, «Я рос как вся московская шпана», — вспоминает о своем детстве художник.
Всерьез о будущей своей профессии он не задумывался.
Во дворе с ребятами произошел спор: кто-то сказал, что в МГУ поступить без блата невозможно. Я поспорил, что поступлю.Д. И. Гордеев
В 1958 году он выиграл спор и стал студентом механико-математического факультета Московского университета.
В университете Дима учился с увлечением, достаточно легко. Между делом он рисовал различные шаржи, портреты сокурсников. Молодого талантливого математика оставил у себя в лаборатории академик А. Н. Колмогоров, человек с энциклопедическими знаниями в различных областях науки и культуры. Известность получил портрет А. Н. Колмогорова, написанный Гордеевым.
Колмогоров для меня Учитель в самом высоком смысле слова. Научиться работать можно только у мастера своего дела, неважно каким делом занимаешься — музыкой, живописью, математикой или токарным делом.Д. И. Гордеев
Для саморазвития Димы Гордеева как художника решающую роль сыграли два аспекта: во-первых, свободный режим работы в лаборатории Колмогорова, во-вторых, дружеские отношения и возможность достаточно плотного общения с гениальным человеком. Будущий художник, работая над математическими задачами, часто бывал на даче своего учителя. Но на самом деле он больше занимался изучением собранной А. Н. Колмогоровым богатейшей коллекции художественных альбомов, находя параллели и закономерности, свойственные и живописи, и музыке, и поэзии. За этот период талантливый математик познакомился с работами Рублёва, Микеланджело, Эль Греко, Рубенса и других великих мастеров прошлого. Он ходил по музеям, изучая подлинники.
Значительная часть жизни Дмитрия Гордеева связана с преподаванием математики в физико-математической школе-интернате при МГУ (ФМШ) (с 1965 по 1979 г.). Все свободное время он посвящает живописи.
В 1969 году Гордеев был призван на службу в армию. Талант художника был замечен и там, он был привлечен к оформительству, параллельно писал картины. К окончанию службы насчитывалась уже сотня картин. Среди них — серия портретов военачальников. Эти портреты впоследствии были куплены одной американкой:
Я спрашивал её, как же вы будете потом жить вместе с этими "шизиками"? Она говорит: Куплю дом в Париже и выделю для них отдельную комнату.Д. И. Гордеев
Сын Гордеев Денис Дмитриевич (1964) пошел по стопам отца, стал профессиональным художником, популярным иллюстратором

### Выставки
Первая выставка работ художника была в Московском физико-техническом институте по просьбе выпускников школы-интерната. Они же организовали вечер встречи с художником. Задавалось много вопросов, которые часто касались «закрытых» для того времени тем. Независимый и оригинальный образ мышления Гордеева не соответствовал традиционной идеологической схеме тех лет и потому вызывал особый интерес у молодёжи.
Шел тот период, когда художники-неконформисты работали как бы «в стол». Среди них — группа, которую возглавлял Оскар Рабин. Художники этой группы послали в высшие инстанции письмо с просьбой разрешить однодневную выставку на открытом воздухе в Беляеве. Разрешения им не дали, но художники все равно решили выйти. И тогда власти устроили так называемый «субботник», на котором бульдозеры «помяли» художников, картины. Погорячившиеся ребята-дружинники поколотили некоторых иностранных корреспондентов. Это вызвало небольшой международный скандал, так как происходило после подписания Хельсинкских соглашений. В результате власти вынуждены были разрешить однодневную выставку в Измайлово. Было большой удачей, что из сообщений «вражеских голосов» о ней узнали художники, которые «сидели по углам» и писали. Среди них был и Гордеев.
Это было воскресенье 20 сентября 1974 года. Был очень солнечный день, очень радостная атмосфера, народ был доброжелателен. Когда мы пришли, я думал, как развеситься.  Художники, которые раньше знали о   выставке, подготовились к ней. Они принесли треноги, приспособления, куда ставить картины. Я же пришёл просто с мешком картин. И тут меня выручил мой прошлый туристский опыт. Я взял колья, сделал растяжку, натянул веревочку. Выставлять работы можно было только по сигналу Рабина, так как выставка была разрешена только с 12 до 17 часов. Мы сидим на мешках, вокруг уже ходят толпы, в лесу на всякий случай стоят наготове пожарные машины. Я слышу за спиной взволнованный шепот зрителей: «Интересно, а что они там сейчас чувствуют?» Потом прошёл клич — расчехлять! И мы стали выставлять свои работы. Художников окружила громадная толпа, смотрели, вплотную прислоняясь к картинам. Кто-то крикнул: «Товарищи, так же нельзя смотреть, давайте отойдем на три шага». Только они отойдут от картин шага на 3-4, тут же из-под рук передних выскальзывают какие-то бойкие старушки и через 5 минут снова та же картина.Д. И. Гордеев
Выставка в Измайлово в 1974 году — первая бесцензурная однодневная выставка, первый выход Гордеева к зрителю вместе с другими художниками. В Измайлово были выставлены картины: «Продавец черта», «Их любовь, моя зависть», «Портрет со статуэткой», «Конышева на набережной Невы», «Сумасшедшая в летнем саду».
В зимне-весенний сезон 1974—1975 гг. прошла серия квартирных выставок. Независимые художники вели борьбу за то, чтобы власти позволили им сделать выставку в зале. Выставка была разрешена и проходила в Доме Культуры ВДНХ. Там было выставлено более сотни художников с независимым образом мышления, разных стилей и школ.
Дмитрий Гордеев приходит к мысли, что его стиль — это многофигурные композиции. По его мнению, именно здесь художник должен владеть буквально всеми компонентами изобразительного искусства: он должен владеть режиссурой; должен быть как бы актёром; должен владеть цветом, рисунком… На ВДНХ он выставляет картины и этого жанра.
После выставки на ВДНХ Гордеев приобретает многочисленных поклонников. По их просьбе он устраивает вечера открытых дверей. На этих вечерах Дима показывает работы, отвечает на вопросы, возникают диспуты на самые различные темы.

### Группа «Двадцать московских художников»
Главным итогом выставки на ВДНХ было то, что независимые художники отвоевали своё право на творчество. В 1976 г. власти были вынуждены разрешить им объединиться и создать секцию живописи при горкоме художников-графиков. Секция получила свой выставочный зал в подвале на Малой Грузинской, 28. Родилась группа «Двадцать московских художников» или «Двадцатка», которая в течение десяти лет (1978—1988 гг.) была в центре художественной жизни. Необычная манера, непривычные сюжеты, сами авторы — колючие спорщики — принимались не всеми. Ежегодно они собирали по 70-80 тысяч зрителей со всех концов Союза. Не обошли её вниманием и за границей, — группа приобрела международный авторитет.
Для Гордеева — это годы настоящей жизни художника. Жизни полнокровной и радостной, когда художник напряженно работает, имеет выход на зрителя, а зритель его поддерживает. Огорчения от сильного прореживания его экспозиции цензурой (Диме фактически за эти годы не удалось выставиться в полную силу) быстро заживлялись зрителем и всей атмосферой выставки.
География стран, где находятся картины Гордеева, весьма обширна. Владельцы картин живут в Англии, Франции, США, Японии, Индии, Иране, Китае, Бельгии, Колумбии, Австрии, Югославии, Греции, Боливии, Болгарии, Испании, Венгрии, Румынии, Польше, Италии, Германии. «Мне неважно, где они, главное — они не стоят запертыми, а живут нормальной жизнью», — говорит художник.
В 1981 году должна была состояться персональная выставка Дмитрия Гордеева. По городу уже висели афиши. Но выставка властями (Управление культуры и отдел культуры МГК КПСС) была закрыта из-за нежелания художника снять 30 работ.
Я договорился с развесчиками, чтобы они не снимали картины и сидели дома, а я потихоньку впускал зрителей. Когда зал набивался, я запирал дверь, потом выпускал. Через три дня высшие власти профсоюзов культуры заметили это. Они вызвали развесчиков и приказали им снять картины.Д. И. Гордеев
Долгие годы Гордеев не продавал работы, которые считал центральными, рассчитывая на «персоналку». Какая-то коммерческая фирма («По физиономиям — бывшие комсомольские работники» — Д. Гордеев), заключив договор с художником, отправила коллекцию его картин на выставку в Англию. Готовясь к поездке, Гордеев в короткие сроки освоил английский настолько, что читал книги без словаря. Выставка не состоялась, картины не вернулись.
Три лучшие работы разных периодов творчества художника: свадебный автопортрет с женой Любой, «Дискотека» (великолепнный вариант на тему «вакханалии»), «На выставке двадцати» были украдены (вырезаны из рам) с выставки в клубе имени Зуева. В третьей работе использована идея: если снять с полотен рамы, то получившаяся композиция из разнородных, разноплановых картин выставки создает некий сюрреалистический мир, художник как бы запускает в этот мир зрителя. От работ осталась лишь косичка, сплетенная из остатков холста на подрамнике. Она печальным напоминанием висит в углу мастерской. Судьба их до сих пор неизвестна.

## Творчество
За 30 лет творческого пути художник создал не одну сотню полотен. Идеи картин он брал непосредственно из жизни, подмечая сцены, которые нарочно не придумаешь. Полотна Дмитрия Гордеева оботличаются «своевольным реализмом», гротеском, повышенным вниманием к «странностям» жизни. Комичную ситуацию Гордеев переносит на полотно, несомненно, испытывая при этом плутовскую радость, знакомую нам по картинам старых голландских мастеров. Общность Гордеева с этой школой ещё более подчеркивается обилием деталей.
Картины Дмитрия Гордеева населены продавцами животных с Московского птичьего рынка, пассажирами метро, обитателями городов, отдыхающими на пляжах. Тщательность отделки, отражающие стремление Гордеева к приобретению ремесленного навыка, не случайны, но вызваны самообучением на старых мастерах, про которых он сам говорит: «Теорема о том, что они мастера, доказана временем».
Главное действующее лицо в творчестве Дмитрия Гордеева — человек. В его картинах торжествует жизнь, жизнь земная со всеми её прелестями и пороками. Свойственное художнику увлечение гротеском подчеркивает многообразие, нетривиальность реальной жизни. Он обладает даром отлавливать жесты лица, рук, ног, тела, которые свойственны тому, кого он пишет, и придать ему, так сказать, «лица не общее выраженье».
Целая эпоха смены взглядов и ценностей прошла сквозь жизнь художника. И в этой ломке Дмитрий Гордеев всегда остается верным самому себе, всегда работает над тем, к чему лежит душа.